# Роде, Альфред Франц Фердинанд
А́льфред Франц Фе́рдинанд Ро́де (нем. Alfred Rohde; 24 января 1892, Гамбург — 7 декабря 1945) — немецкий искусствовед, специалист по янтарю, автор многочисленных книг. Особую известность Роде принесли его работы о янтаре.

## Краткая биография
Альфред Роде родился в Гамбурге. Отец Франц Роде, мать — Мария Роде. По национальности оба — немцы, по вероисповеданию — лютеране-евангелисты.
Будучи в звании сначала солдата, а впоследствии лейтенанта, Роде принял участие в Первой мировой войне. Был тяжело ранен и позднее сильно страдал от этого.
С 10 сентября 1921 года Роде был женат на Ильзе Флинч (свадьба состоялась в Гамбурге). Дети — Лотти и Вольфганг.
Роде изучал историю искусств в Марбурге, Мюнхене и Париже. Диссертация Роде называлась «Алтарь папы и мастер Бертрам из Миндена».
Профессиональный путь Роде начинался в музеях Гамбурга, где он проработал много лет. Позднее Роде некоторое время работал в художественном музее города Бреслау (ныне Вроцлав на территории Польши). С 1926 года — директор городских художественных собраний Кёнигсберга (ныне Калининград в России). Роде занимал эту должность вплоть до штурма города советскими войсками 6—9 апреля 1945 г.
Начиная с 1912 года Роде опубликовал большое число искусствоведческих исследований. Были опубликованы следующие книги: «Научный инструмент» (Лейпциг, 1929), «Кёнигсберг — Пруссия» (Лейпциг, 1929), «Янтарь — немецкий материал» (Берлин, 1937), «Молодой Коринт» (Берлин, 1942), «Книга о янтаре» (Кёнигсберг, 1937), «Кёнигсбергские художники поколения Симона Даха» (Кёнигсберг, 1938), «Художники Кёнигсбергского бидермейера» (Кёнигсберг, 1940).
Постепенно основную сферу интересов Роде стал составлять янтарь. Наибольшую известность принесла ему монография «Янтарь — немецкий материал», которая до сих пор не устарела и остаётся «библией» для специалистов по янтарю и янтарных дел мастеров.
Будучи директором кёнигсбергских городских собраний (располагавшихся в ставшем к тому времени музеем замке), Роде в течение пятнадцати лет занимался пополнением, систематизацией и изучением городских янтарных коллекций. Он приобретал для музея художественные произведения из янтаря у частных коллекционеров, каталогизировал коллекции, организовывал выставки.
Кроме работы с янтарём Роде принимал активное участие в деятельности основанного в 1842 году союза художников. По его инициативе союз художников ежегодно проводил в расположенном неподалёку от башни Врангеля художественной зале выставки работ восточно-прусских художников.
Точная дата и причина смерти Роде неизвестна. Роде умер где-то в конце 1945 года. В российской историографии традиционной считается точка зрения, в соответствии с которой Роде покончил жизнь самоубийством. Однако, по мнению дочери Роде, Альфред Роде и его жена умерли от голодного тифа, разделив судьбу многих оставшихся в Кёнигсберге немцев.
О личной жизни Роде известно очень немногое. У него был очень замкнутый характер. В быту Роде был очень скромен, на работе пользовался уважением у коллег.
Роде не был членом НСДАП, хотя и не стеснялся в интересах искусства сотрудничать с видными деятелями фашистской партии. В своих деловых письмах Роде рядом с подписью писал и «Хайль Гитлер!».
По мнению Герхарда Штрауса, бывшего в 1943—1944 годах сотрудником Инспекции по охране памятников Восточной Пруссии, внутренне Роде скорее симпатизировал левым партиям. Большинство его немногочисленных друзей тоже были людьми левых политических взглядов.
На левую политическую ориентацию Роде указывает также и то, что он скупал в больших количествах современные произведения искусства, конфискованные в 1936 году Гиммлером, Розенбергом и Гёббельсом («дегенеративное искусство», по мнению фашистов).

## Роль Роде в судьбе утраченных в годыВеликой Отечественной войныкультурных ценностей
Очень противоречива роль Роде в судьбе культурных ценностей, похищенных нацистской Германией из оккупированных районов Советского Союза. В советской историографии Роде часто обвиняли в организации расхищения культурных ценностей и (после окончания войны) сокрытии от советского государства мест захоронения культурных ценностей на территории Калининградской области. Нередко Роде даже приписывали фашистские взгляды (которых он, скорее всего, не разделял — см. выше) и русофобию. Однако уже упоминавшийся Герхард Штраус утверждал, что «во всяком случае, перед Советским Союзом он (Роде) страха не имел, а также не имел и плохого намерения».
Неопровержимым фактом является то, что Роде принимал активное участие в размещении в Кёнигсберге вывезенных из Советского Союза культурных ценностей. Более того, в своём письме гауляйтеру Восточной Пруссии Эриху Коху от 9 августа 1941 года Роде настаивал на том, что Янтарная комната должна быть перевезена из Царского Села в Кёнигсберг как можно скорее.
Однако вполне возможно, что Роде действительно верил, будто своими действиями он способствует сохранению культурных ценностей. К разграблению же оккупированных регионов фашистами он относился крайне негативно. Вот что рассказал по этому поводу Герхард Штраус: «Я точно припоминаю, как он (Роде) с большим негодованием относился к нацистам — грабителям произведений искусства — во время показа мне в замке картин из Киева…»
Кроме того, Роде был настоящим фанатиком янтаря, и неудивительно, что он не упустил возможность сделать янтарную комнату экспонатом кёнигсбергского замка.
Позднее Роде категорически отказался передать янтарную комнату будущему главному музею Рейха в Линце.
Весной 1945 года, отправив детей во внутренние районы Германии, Роде вместе с женой отказались эвакуироваться из Кёнигсберга. Видимо, привязанность Роде к кёнигсбергским художественным коллекциям оказалась сильнее инстинкта самосохранения.
После штурма Кёнигсберга для розысков Янтарной комнаты в Кёнигсберг прибыл профессор А. Я. Брюсов. На словах Роде согласился сотрудничать с Брюсовым, но фактически Роде давал крайне путаные ответы, и поиски таким образом практически ни к чему не привели.
Версию Роде впоследствии опроверг руководитель правительственной комиссии по розыску вывезенных гитлеровцами сокровищ пригородных ленинградских дворцов А. М. Кучумов. Он обнаружил у входа с лестницы в Орденский зал, где якобы сгорела Янтарная комната, три обгоревшие флорентийские мозаики, входившие в состав Янтарной комнаты, однако сделал по поводу этой находки выводы, противоположные версии Роде.
«Во-первых, если мозаики были упакованы вместе с янтарными панно, будучи вделанными в них, ящики не могли по своим габаритам поместиться на той площади (меж двух дверей и окна), где они были найдены. Мозаики лежали сложенными одна на другую, и это отвергает возможность упаковки их вместе с панно, — описывал увиденное Кучумов. — Большие габариты янтарных панно и высокий рельеф янтарных рам, окружающих мозаики, не могли позволить упаковку трёх или четырёх панно в один ящик. Если бы мозаики горели вместе с панно на некоторой высоте от пола, имея между собой прослойку из самих панно (дубовые доски и янтарь) и упаковочного материала, они должны были, падая, рассыпаться на мелкие куски, так как клей-мастика при высокой температуре быстро теряет свои связующие свойства. В действительности рисунок мозаик был найден при раскопке не нарушенным, несмотря на полное разрушение и обесцвечивание камня… Это говорит о том, что здесь находились и сгорели вместе с мебелью графини Кайзерлинг лишь мозаики, упакованные отдельно от янтарных панно. Ведь мозаики укреплялись поверх янтарных панно на крюках, и их легко можно было снять.
Во-вторых, отделка Янтарной комнаты имела 24 пилястры толстого зеркального стекла, обрамлённых деревянной золочёной резьбой. При осмотре гари расплавленного стекла не было обнаружено совсем. Следовательно, зеркальные пилястры находились в другом месте, возможно вместе с Янтарной комнатой, поэтому версия о гибели янтарных панно в данном помещении отпадает».
Кучумов и его помощник С. В. Трончинский сделали вывод: «Приведённые обстоятельства позволяют с полным основанием отвергнуть сообщение Роде о гибели Янтарной комнаты в огне пожара в Орденском зале Кёнигсбергского замка, доверчиво принято за истину профессором Брюсовым. Янтарная комната была сохранена и укрыта в безопасном месте при участии Роде. Выдвинутая им версия… должна была отвлечь внимание комиссии от дальнейших поисков».
Выдвинутая Роде версия может объясняться разными причинами. Во-первых, несмотря на то, что Роде скорее всего не разделял взглядов нацистского режима, за двенадцать лет власти НСДАП он, как и большинство немцев, не мог не стать жертвой пропаганды, и уж вряд ли он испытывал особые симпатии к русским. Возможно также, что Роде боялся расправы, в случае если он выдаст местонахождение Янтарной комнаты.
Летом 1945 года Роде и его жена скоропостижно скончались «от кровавой дизентерии, от отравления или сам отравился», как показал доктор Штаммшиг на Йоркштрассе в марте 1946 года А. М. Кучумову.

## Список трудов Альфреда Роде
1. «Zur Eröffnung der östlichsten deutschen Kunstsammlungen im Königsberger Schloss»: April 1928
2. « Handzeichnungen aus dem Besitz Seiner Durchlaucht Alexander Fürst zu Dohna-Schlebitten»
(Deutscher, Italiener, Spanier, Holländer) Königsberg Pr: Kunstsammlungen der Stadt Königsberg Pr. ; Kunstverein Königsberg Pr. ;
Ausstellung vom 25. März bis 6. Mai 1928, Verlag, Kunstsammlungen, 1928, 19 Seiten
3. «Die Silberbibliothek des Herzogs Albrecht in Königsberg»; Band 4 von Bilderhefte des deutschen Ostens,Verlag, Gräfe, 1928, 4 Seiten
4. «Kunstsammlungen der Stadt Königsberg Pr: Ein Gang durch die Schausammlungen», 1928, 47 Seiten, Verlag Die Kunstsammlungen, 1928
5. «Königsberg Pr»,Band 37 von Stätten der Kultur":Klinkhardt & Biermann, 1929, 126 Seiten
6. «Der Lesesaal der Kunstsammlungen der Stadt Königsberg Pr»: Verlag Kunstsammlungen der Stadt Königsberg, 1929, 20 Seiten
7. «Kunstsammlungen der Stadt Königsberg Pr. Prussia-Museum Königsberg Pr. Eduard Gisevius.Preussisch-litauische Landschaften und Trachten vor 1850», 1929
8. «Künstlerische-kulturelle Abteilung», Band 1 von Führer durch die Schausammlungen : Kunstsammlungen der Stadt Königsberg Pr.,Vorw. Alfred Rohde: Verlag Kunstsammlungen, 1931; 144 Seite
9. «61. Kunstausstellung zur Feier des 100jährigen Bestehens des Kunstvereins Königsberg Pr. e.V.»: Verlag Ostpreußische Dr.- und Verl.-Anst., 1931,22 Seite
10. «Ostpreussens Romantiker»; Verlag Kunstverein, 1932; 24 Seiten
11. «Gemäldekatalog», Band 2 von Führer durch die Schausammlungen : Kunstsammlungen der Stadt Königsberg Pr. Vorw. Alfred Rohde, Verlag:Kunstsammlungen, 1934,185 Seiten
12. «Das Schloß in Königsberg (Pr.) und seine Sammlungen»: Dt. Kunstverl., 1936, 51 Seiten
13. «Das Buch vom Bernstein. Bernstein ein deutscher Werkstoff», Königsberg, Berlin: Ost-Europa Verlag, 1937.56 Seiten.
14. «Königsberger Maler im Zeitalter des Simon Dach»: Ost-Europa-Verlag, 1938, 30 Seiten
15. «Ostpreußische Maler der Biedermeierzeit». — Königsberg: Ost-Europa-Verl. [1940]. 37 S.,
16. «Der junge Corinth», Berlin, Rembrandt Verlag, 1941.158 Seiten

## Использованная литература
- Овсянов А. П. В руинах старого замка. Очерки о поисках утраченных культурных ценностей. — Калининград: «Янтарный сказ», 1997.
- Овсянов А. П. Янтарная комната: Возрождение шедевра/П. О. Овсянов; под редакцией Т. Г. Тетенькиной. — Калининград: «Янтарный сказ», 2002.
- Bruhn Peter Bibliographie Bernsteinzimmer (Международная библиография публикаций о Янтарной комнате от 1790 до 2003) Berlin 2004. 468 стр. ISBN 3-86155-109-8